# بریویلی (آرکانزاس)
بریویلی (آرکانزاس) (به انگلیسی: Berryville, Arkansas) یک شهر در ایالات متحده آمریکا با جمعیت ۵٬۳۵۶ نفر است که در آرکانزاس واقع شده‌است.

## موقعیت جغرافیایی
موقعیت جغرافیایی شهرها و مناطق اطراف به شرح زیر است: